# Anatoli Shapiro
Anatoli Pavlóvich Shapiro (en ucraniano: Анатолій Павлович Шапіро, en ruso: Анатолий Павлович Шапиро; 18 de enero de 1913–8 de octubre de 2005), fue un soldado judío ucraniano del Ejército Rojo. Lideró los primeros elementos del ejército que avanzaba hacia el campo de concentración de Auschwitz, desarrollado por los nazis en Polonia, durante las últimas etapas de la Segunda Guerra Mundial. Por sus acciones fue condecorado con dos Órdenes de la Estrella Roja, dos Órdenes de la Guerra Patria de 1.ª clase (por la liberación de Cracovia), una Orden de la Guerra Patria de 2.ª clase y otras muchas medallas.

## Biografía

### Juventud
Nació en una familia judía en Konstantinogrado, en la región de Poltava, entonces parte del Imperio ruso. Se graduó como técnico de ingeniería en un instituto en Zaporizhia.
Inmediatamente se alistó al servicio militar en el Ejército Rojo en 1935, donde después de estudiar en Járkov fue ascendido a teniente. Tras tres años de servicio, permaneció en el ejército como voluntario, pero trabajó como ingeniero civil en Zaporizhia y Dnipropetrovsk.

### Segunda Guerra Mundial
Tras el comienzo de la Operación Barbarossa, la invasión nazi de la Unión Soviética, Shapiro se volvió a alistar como voluntario en el Ejército Rojo en octubre de 1941. Allí fue asignado a la 76.ª brigada de infantería marítima.
Durante la batalla de Kursk en julio de 1943, Shapiro fue herido, por lo que pasó un tiempo hospitalizado. Durante este periodo, la 76.º brigada fue disuelta y, una vez recuperado fue enviado al comandante de división del batallón de Irkutsk, y luego asignado al mando de las más de 500 tropas de la 100.ª división de fusileros del 106.º cuerpo de fusileros. Para entonces, el Ejército Rojo tenía a la Wehrmacht en plena retirada, y la unidad que comandaba Shapiro fue la que lideró a las demás bajo el general F. M. Krasavin en la liberación de gran parte de Ucrania y Polonia.

### Liberación del campo de concentración de Auschwitz
A medida que el Ejército Rojo se acercaba a Oświęcim, los nazis fortalecieron en gran medida sus defensas con la esperanza de ganar tiempo para destruir las pruebas de sus crímenes en el campo de concentración de Auschwitz. La división de 900 hombres especialmente entrenados de Shapiro lideró este avance, y sufrió grandes pérdidas frente a la Wehrmacht en retirada durante los últimos 30 km, alcanzando las carreteras minadas a Auschwitz el 27 de enero de 1945 tras haber perdido la mitad de sus efectivos en las acciones bélicas de los últimos días.

### Después de la guerra

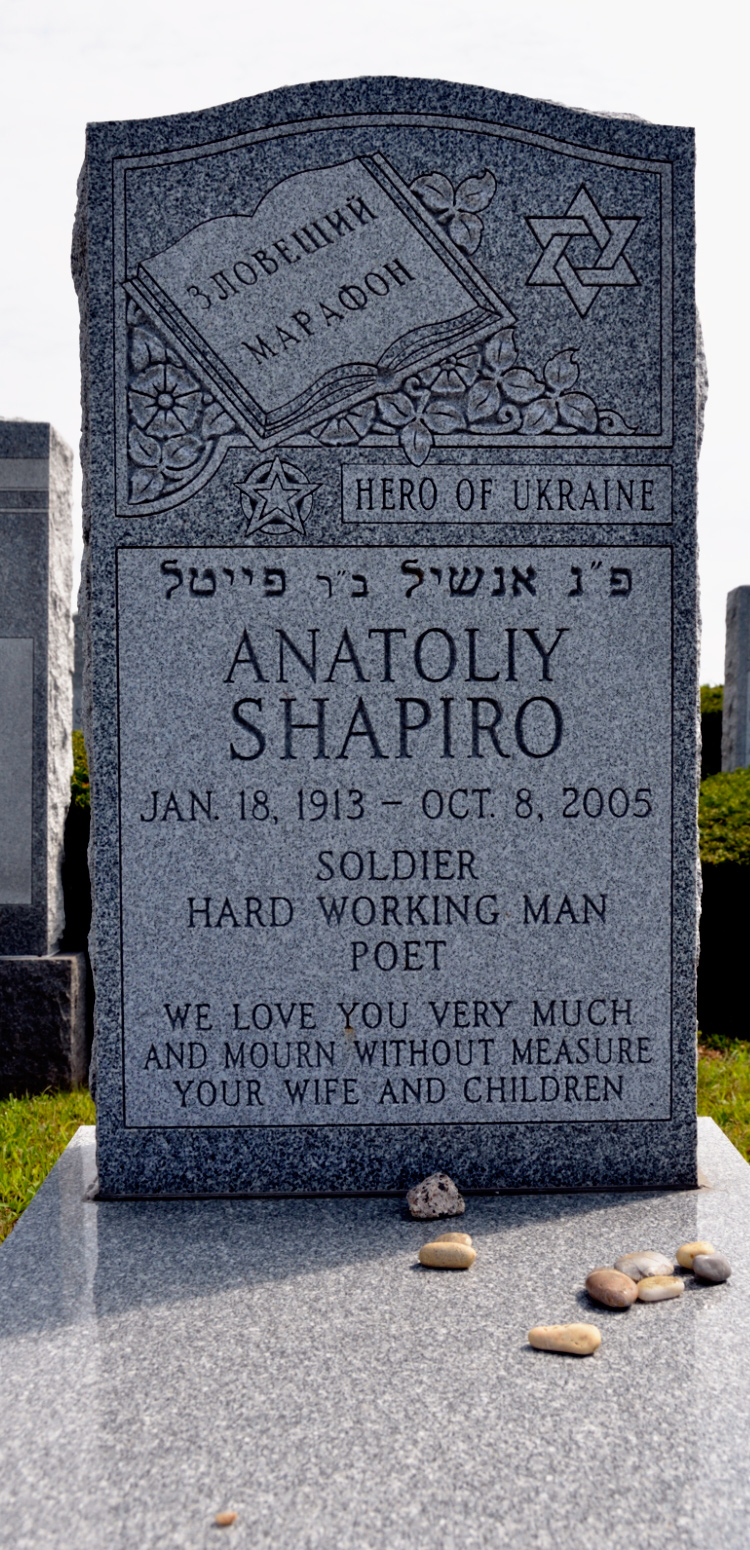
Tumba de Anatoli Shapiro.

En 1992, su familia entera decidió emigrar a los Estados Unidos, donde se estableció en el condado de Suffolk (Long Island, Nueva York). Solo entonces descubrió que el Holocausto había costado la vida a 6 millones de judíos. A consecuencia de ello, Shapiro escribió varios libros en ucraniano, principalmente memorias de la guerra.
Shapiro falleció el 8 de octubre de 2005 y fue sepultado en el cementerio Beth Moses en el condado de Suffolk (Long Island, Nueva York).
El 21 de septiembre de 2006, el presidente de Ucrania Víktor Yúshchenko le concedió el título de Héroe de Ucrania.